# Ситерман, Лазарь Яковлевич
Лазарь Яковлевич Ситерман (бел. Лазар Якаўлевіч Сітэрман; 1894, Мозырь — 1941, Минск) — советский врач-терапевт, заслуженный деятель науки БССР, доктор медицинских наук, профессор. Отец историка Якова Этингера.

## Биография
Лазарь Ситерман родился в октябре 1894 года в Мозыре в семье фармацевта. В 1916 году окончил медицинский факультет Юрьевского (Тартуского) университета. С 1916 года военный врач, сперва Русской армии, затем Красной армии. В начале 20-х участвовал в организации медико-санитарного дела в Минске, а в 1921 году, после окончания Гражданской войны, стал главным врачом центральной поликлиники Минска. В 1923—1930 годах — ассистент терапевтической клиники медицинского факультета Белорусского государственного университета. С 1931 года — заведующий кафедрой Минского медицинского института. В 1933 году получил звание профессора.
В 1936 году защитил докторскую диссертацию. Придавал большое значение методике научной работы. В 1938 году подготовил методические указания «К научной работе на участке». В 1939 году стал автором «Сборника клинических рецептов», а также получил звание заслуженного деятеля науки БССР. Опубликовал ряд трудов по этиологии, клинике и лечению заболеваний сердечно-сосудистой системы.
После начала Великой Отечественной войны несколько суток оказывал в Минске помощь раненым. Не успел эвакуироваться, когда город захватили немецкие войска. Как еврей, был направлен в Минское гетто. Погиб осенью 1941 года. Предположительно, был повешен гестаповцами в тюрьме после пыток.

## Сочинения
- Расстройства ритма сердца: Этиогенез, клиника и терапия. — Мн., 1935;
- Инфаркт миокарда.— Мн., 1938;
- Сборник клинических рецептов пропедевтической терап. клиники Минского медицинского ин-та. — Мн., 1939.